# Епархия Кабгайи
Епархия Кабгайи (лат. Dioecesis Kabgayensis) — епархия Римско-Католической церкви с центром в городе Кабгайи, Руанда. Епархия Кабгайи входит в митрополию Кигали. Кафедральным собором епархии Кабгайи является церковь Непорочного Зачатия Пресвятой Девы Марии.

## История
25 апреля 1922 года Римский папа Пий XI издал бреве «Exigit apostolicum», которой учредил апостольский викариат Руанды, выделив его из апостольского викариата Киву (сегодня — Архиепархия Букаву).
14 февраля 1952 года Конгрегация пропаганды веры издала декрет «Cum propter novi», которым передала часть территории апостольского викариат Руанды для возведения нового апостольского викариата Ньюндо (сегодня — Епархия Ньюндо) и одновременно переименовала его в апостольский викариат Кабгайи.
10 ноября 1959 года Римский папа Иоанн XXIII издала буллу «Cum parvulum», которой возвёл апостольский викариат Кабгайи в ранг архиепархии.
20 декабря 1960 года, 11 сентября 1961 года и 5 сентября 1968 года архиепархия Кабгайи передала часть своей территории для возведения новых Рухенгери, Астриды (сегодня — Епархия Бутаре) и Кибунго.
10 апреля 1976 года статус архиепархии Кабгайи был понижен до уровня епархии. В этот же день епархия Кабгайи передала часть своей территории для создания новой архиепархии Кигали.
5 ноября 1981 года епархия Кабгайи передала часть своей территории для возведения новой епархии Бьюмбы.
Во время гражданской войны был убит епископ Фаддей Нсенгьюмва.

## Ординарии епархии
- епископ Léon-Paul Classe M.Afr.[1] (26.04.1922 — 31.01.1945);
- епископ Laurent-François Déprimoz M.Afr. (31.01.1945 — 15.04.1955);
- архиепископ André Perraudin M.Afr. (19.12.1955 — 7.10.1989);
- епископ Thaddée Nsengiyumva (7.10.1989 — 7.06.1994);
- епископ Anastase Mutabazi (13.03.1996 — 10.12.2004);
- епископ Smaragde Mbonyintege (21.01.2006 — по настоящее время).

## Источник
- Annuario Pontificio, Libreria Editrice Vaticana, Città del Vaticano, 2003, ISBN 88-209-7422-3
- Бреве Exigit apostolicum, AAS 14 (1922), стр. 373
- Декрет Cum propter novi, AAS 44 (1952), стр. 596
- Булла Cum parvulum, AAS 52 (1960), стр. 372 (лат.)